# Casa Bru (Sabadell)
La Casa Bru és un monument del municipi de Sabadell (Vallès Occidental) protegit com a bé cultural d'interès local.

## Descripció
És un habitatge unifamiliar cantoner emplaçat a l'eixampla dels Escolapis. Es troba distribuït en planta baixa, pis i golfes. El cantó de l'edifici està culminat per una torratxa de planta quadrada fent xamfrà. Sota aquesta se situa una balconada semicircular on els balcons marquen òpticament l'eix de simetria de l'edifici. El parament dels murs presenta una organització de gust modernista, estructurant els elements a partir de la utilització de l'estuc. L'acabament de la façana marca un ràfec sortint, sota el qual s'han disposat una filera de petites obertures que responen a la zona de les golfes, i que estan emmarcades amb uns arcs de ferradura molt estilitzats. Aquest seguit d'obertures actua sobre el mur com un fris que decora la part superior de la façana jugant amb el clarobscur de les obertures i que li proporciona un joc policrom.
A la planta baixa hi ha un local comercial amb un restaurant.

## Història
L'edifici fou pensat com habitatge. Després d'estar uns anys en desús, l'any 1985 es procedí a restaurar la façana. En el 1991 l'edifici estava ocupat per un comerç.